# Двострука разрешница
({\displaystyle \natural } {\displaystyle \natural } )  Двострука разрешница (engl. double natural) је музички знак који поништава (разрешава) важност претходно написане двоструке снизилице или двоструке повисилице и тиме ноти враћа основно име.
Пише се испред ноте у виду две разрешнице ({\displaystyle \natural } {\displaystyle \natural } ).